# Saint-Priest-Palus
Saint-Priest-Palus este o comună în departamentul Creuse din centrul Franței. În 2009 avea o populație de 44 de locuitori.

## Evoluția populației
| An        | 1975 | 1982 | 1990 | 1999 | 2006 | 2009 |
| --------- | ---- | ---- | ---- | ---- | ---- | ---- |
| Populație | 72   | 71   | 58   | 40   | 45   | 44   |